# 李维民
李维民（1909年—1976年3月2日），原名李馥慧，男，吉林省吉林市人，中华人民共和国政治人物，曾任辽宁省政协副主席。《夜幕下的哈尔滨》王一民的原型。